# Маркоский, Никола
Никола Маркоский (макед. Никола Маркоски; род. 22 мая 1990, Струга) — македонский гандболист, играющий на позиции линейного. Известен по выступлениям за клубы «Вардар» и «Металург», а также национальную сборную Македонии. Младший брат Велько Маркоского.